# Guerra dels Vuitanta Anys
La Guerra dels Vuitanta anys, o Guerra de Flandes, va ser una guerra que va enfrontar les Disset Províncies amb el seu sobirà, el rei d'Espanya, amb la finalitat d'aconseguir la independència i la llibertat religiosa. La rebel·lió contra el monarca hispànic va començar el 1568 i finalitzà el 1648.

## La guerra
Tradicionalment, la batalla de Heiligerlee del 23 de maig de 1568 es veu com el punt de partida de la Revolta, però de fet ja havien tingut lloc diversos esdeveniments des de 1566 que també es poden veure com el punt de partida. A partir del 1588 el caràcter del conflicte havia canviat d'una revolta a una guerra regular.

### L'iconoclasme
A principis de 1565, un nombrós grup de nobles menors, inclòs Lluís de Nassau, el germà petit de Guillem I d'Orange-Nassau va formar el Compromís dels Nobles, que el 5 d'abril van oferir una petició a Margarida de Parma, per sol·licitar la fi de la persecució dels protestants, que anomenaven Inquisició fou rebutjada i es va decretar la prohibició de predicar el protestantisme en decrets de juny i juliol.
El descontentament entre els calvinistes va esclatar amb l'iconoclasme. La violència es va iniciar el 10 d'agost de 1566 a Flandes Occidental després de ser incitada pels ministres calvinistes. L'onada de violència causada per grups itinerants a esglésies i monestirs es va estendre per Flandes, Artois i Brabant fins a Holanda, Zelanda i Utrecht, i la destrucció es dirigia contra la riquesa de l'Església catòlica i el culte a les imatges, sobretot estàtues de sants, altars i imatges. Guillem d'Orange i els seus partidaris, inclosos els nobles Egmont i Horne, que tenien una política moderada i donaven llibertat de consciència a les disset províncies, van condemnar la violència. El suport dels catòlics moderats a la idea de la llibertat de consciència va quedar en perill per la iconoclasme. Orange i els seus partidaris van prometre a Margarida de Parma que restabliria la pau a canvi de permetre el protestantisme a les zones on s'havia implantat abans de l'iconoclasme, i hi va estar d'acord, emetent un decret que prohibia l'iconoclasme en 25 d'agost. Hendrik van Brederode, anterior portaveu del Compromís dels Nobles, va buscar suport per a un motí armat al nord però no va tenir èxit.
De Parma, recolzada pels opositors a Orange al Consell d'Estat, Mansveld, Aerschot, Berlaymont i Megen, va aixecar un exèrcit per combatre els protestants de les províncies valones i a finals de 1566, les ciutats valones de Tournai i Valenciennes van ser assetjades per l'exèrcit governamental. Un exèrcit de rebels va voler ajudar a les ciutats, però va ser derrotat totalment a la batalla d'Oosterweel el 13 de març de 1567, quan Tournai ja havia caigut, i Valenciennes va caure deu dies després de la batalla. La pau s'havia restablert i ja no hi havia cap qüestió de llibertat religiosa. Egmont i Horne van prestar el jurament de fidelitat a de Parma, i Orange, Brederode i altres nobles destacats es van exiliar a Alemanya.
El 1581, l'assemblea dels Estats Generals dels Països Baixos va decidir retirar el nom del rei d'Espanya de les actes judicials i administrar justícia en nom del príncep d'Orange (línia de l'actual rei dels Països Baixos).

### Repressió del duc d'Alba
Felip II de Castella va quedar impactat quan va conèixer l'iconoclasme, i un cop en pau amb l'Imperi Otomà, va veure l'oportunitat de posar ordre als Països Baixos amb línia dura, enviant a Fernando Álvarez de Toledo, el duc d'Alba amb un exèrcit de 10.000 efectius procedents de Llombardia, que va arribar a Brussel·les després de dos mesos el 22 d'agost de 1567. Immediatament va crear el Tribunal dels Tumults, que va processar i castigar 8.950 persones implicades en els aldarulls dels dos anys anteriors. Van Egmont i Horne van ser condemnats a mort per alta traïció per no actuar prou i van ser executats juntament amb 1.100 persones més. Com que eren cavallers de l'Orde del Toisó d'Or, que estava sotmès a jurisdicció separada, aquesta condemna era il·legal als seus ulls i va provocar un conflicte. Guillem I d'Orange-Nassau també va ser condemnat a mort, in absentia perquè es trobava a Alemanya. Les seves possessions van ser confiscades i el seu fill gran Felip Guillem d'Orange-Nassau va ser capturat i enviat per Alba a Espanya. Es calcula que 60.000 persones van abandonar els Països Baixos per por de ser arrestades.

### Els insurrectes guanyen força
Els exiliats formada per nobles baixos, mariners, pescadors, comerciants i artesans que havien fugit del duc d'Alba el 1567 i van emigrar a Anglaterra i a l'oest d'Alemanya, des d'on van segrestar vaixells per abastir-se i causar estralls a Espanya, i feien actes de pirateria atacant també vaixells neutrals i incursions a la costa holandesa.

Primera invasió d'Orange en 1568

Margarida de Parma va renunciar com a regent i va ser succeïda pel duc d'Alba, que no era vist com un cap de govern legítim sinó com el comandant d'un exèrcit d'ocupació i amb les seves mesures com el Tribunal dels Tumults, nous impostos centrals, i noves diòcesis, va intentar guanyar més força però va allunyar els holandesos de Felip II de Castella i va crear molta resistència. Amb la mort d'Egmont i Horne (Brederode havia mort sobtadament abans d'això), Orange es va convertir en el líder indiscutible de la revolta, i volia unir-se a la resistència armada perquè creia en la llibertat religiosa per als holandesos i a nivell personal perquè el seu honor com a noble havia estat danyat. Va idear un arriscat pla pel qual va envair els Països Baixos amb l'ajut d'altres nobles des de tres bandes el 1568, la primera invasió d'Orange. Al nord, això va resultar en una victòria a la batalla de Heiligerlee, però després en una derrota aclaparadora a la batalla de Jemmingen. Al sud, l'exèrcit dels protestants francesos, els hugonots, ja havia estat derrotat prematurament i al mig els insurgents van perdre la batalla de Dalheim. Malgrat les derrotes, Guillem I d'Orange-Nassau va decidir envair Brabant amb un exèrcit considerable, però com que el duc d'Alba va evitar una confrontació, l'exèrcit d'Orange va haver de ser dissolt per falta de diners. La incursió havia estat un fracàs. Les finances d'Orange es van esgotar i l'esperada revolta popular no es va materialitzar.
Una flota de pirates dirigida per Willem van der Marck va atracar l'1 d'abril de 1572 prop de Brielle. La guarnició espanyola havia estat retirada de la ciutat perquè el duc d'Alba necessitava homes per assegurar la frontera francesa facilitant la captura de la ciutat, quan Orange encara tenia els exèrcits en disposició. Brielle, aïllada entre rius, es va convertir en el punt de suport dels pirates. Després de Brielle van caure Vlissingen, Veere i Zierikzee i Enkhuizen es va convertir així en el centre neuràlgic de les operacions a Holanda del Nord. Quatre mesos després de Den Briel, la majoria de les ciutats d'Holanda i Zelanda, sovint sota coacció o amenaça, estaven al costat de la revolta, i amb elles, les principals vies fluvials com les Maas, el Rin, l'Escalda i Zuiderzee. Allà on els insurgents van prendre el poder, es va prohibir el catolicisme i el calvinisme es va convertir en l'església pública.
Orange i el seu germà Lluís de Nassau van haver d'actuar abans del previst per la presa sobtada de Brielle, envaint els Països Baixos per tres llocs diferents. Lluís va envair Hainaut al sud i va capturar Mons i els calvinistes van prendre el poder a Valenciennes. Willem van den Bergh va conquerir Zutphen a Gelderland, després de la qual cosa la majoria de ciutats de Gelderland, Overijssel, Utrecht i Frísia també es van unir als rebels. Les incursions van obligar el duc d'Alba a mantenir els seus exèrcits al sud malgrat la difícil situació del nord. Bergen va rebre la prioritat i va ser assetjat primer pel fill d'Alba, Dom Fadrique, i un exèrcit hugonot francès que va anar al seu socors fou derrotat, i després de la mort de la majoria dels líders protestants francesos a la Massacre del dia de Sant Bartomeu, els rebels no podien esperar més suport, i va imprimir a les ments protestants la convicció indeleble que el catolicisme era una religió cruenta i traïdora. Orange va marxar, doncs, cap a Bergen amb un exèrcit amb l'esperança que Alba aixequés el setge. Durant el viatge pel Brabant, ciutats com Malines, Diest, Oudenaarde, Dendermonde, Lovaina i Tienen es van unir a la revolta. Alba no es va moure, però, i el setembre de 1572 Bergen es va rendir i Alba tenia les mans lliures per tractar amb els insurgents.

### Expedició punitiva d'Alba
Per restablir l'ordre i castigar les ciutats rebels, el duc d'Alba va decidir llançar una expedició punitiva contra les ciutats rebels, dirigida per Dom Fadrique. La primera ciutat va ser Malines, que va ser presa sense combat a principis d'octubre, i els soldats espanyols van saquejar-la brutalment i provocar una massacre, fet que va causar tanta por que altres ciutats rebels de Flandes i Brabant van renunciar a la seva resistència. De cop, es va restablir l'autoritat en aquestes regions. Després d'això, va ser el torn de Zutphen. Aquesta ciutat va ser presa el 16 de novembre i també saquejada. Aquesta vegada també, altres ciutats de Gelderland, Overijssel i Frisia van aturar la seva resistència.
L'exèrcit de Dom Fadrique es va endinsar a Naarden, a Holanda, que va ser capturada l'1 de desembre i saquejada sense pietat i gairebé tota la població va ser assassinada però no es va aconseguir el resultat desitjat per Alba. La revolta estava molt arrelada a Holanda i Zelanda perquè feia més temps que s'havia posat en marxa la protestantització i el canvi de les institucions. Molts exiliats ja havien tornat, les esglésies catòliques havien passat als protestants i els consells havien estat depurats. Rendir-se a Dom Fadrique ja no era una opció. El següent objectiu d'Alba i Dom Fadrique va ser Haarlem. En un intent de tancar la ciutat, la batalla de Haarlemmermeer va tenir lloc durant el setge, que van guanyar els lleials. Després de set mesos, Haarlem es va haver de rendir el juliol de 1573 a causa de la manca d'aliments. Es va evitar el pillatge contra pagament, però malgrat això, la part de la guarnició i el magistrat van ser assassinats. Amsterdam encara era reialista i amb Haarlem a les mans, Holanda es va dividir en dos. L'exèrcit espanyol va continuar cap a Alkmaar cap al nord. El setge d'Alkmaar va fracassar a causa de les inundacions a la ciutat. Espanya també va patir una derrota decisiva al l'aigua amb la batalla del Zuiderzee en l'intent de trencar el setge d'Amsterdam.
A Zelanda, Alba va estar a la defensiva i el setge de Goes a l'octubre de 1572 per part dels pirates va fracassar i Middelburg també va resistir. En un intent de fer fora els assetjadors, es va desplegar una flota de vaixells lleialistes però va ser derrotada en la batalla de Reimerswaal. De nou es va demostrar que els insurrectes eren superiors a l'aigua. Middelburg va ser presa al febrer de 1574 i es va guanyar la batalla de Lillo. L'Escaut occidental estava ara en mans dels insurrectes i amb això tenien control sobre les principals rutes marítimes dels Països Baixos. La flota reialista va ser pràcticament eliminada després de les batalles navals perdudes.

### Aïllament d'Holanda i Zelanda
La victòria de la Lliga Santa a la batalla naval de Lepant de 1571 va aturar l'expansionisme turc pel Mediterrani Occidental. Després de l'expedició punitiva de Dom Fadrique, la revolta només va tenir èxit a Zelanda i al Comtat d'Holanda. Felip II de Castella es va adonar cada cop més que la línia dura del duc d'Alba era contraproduent als Països Baixos i la lluita contra els turcs va reprendre's de manera que les finances ja ajustades havien de dividir-se en dos fronts. Per això va nomenar Lluís de Requesens i Zúñiga, un diplomàtic i administrador, com a nou governador dels Països Baixos, i li va encarregar la tasca de seguir una política més moderada. i es va negociar una treva amb l'Imperi Otomà perquè Felip II va intentar evitar les amenaces de Ponent i dominar el Mediterrani Oriental aprofitant el mal moment que travessava l'Imperi Otomà.

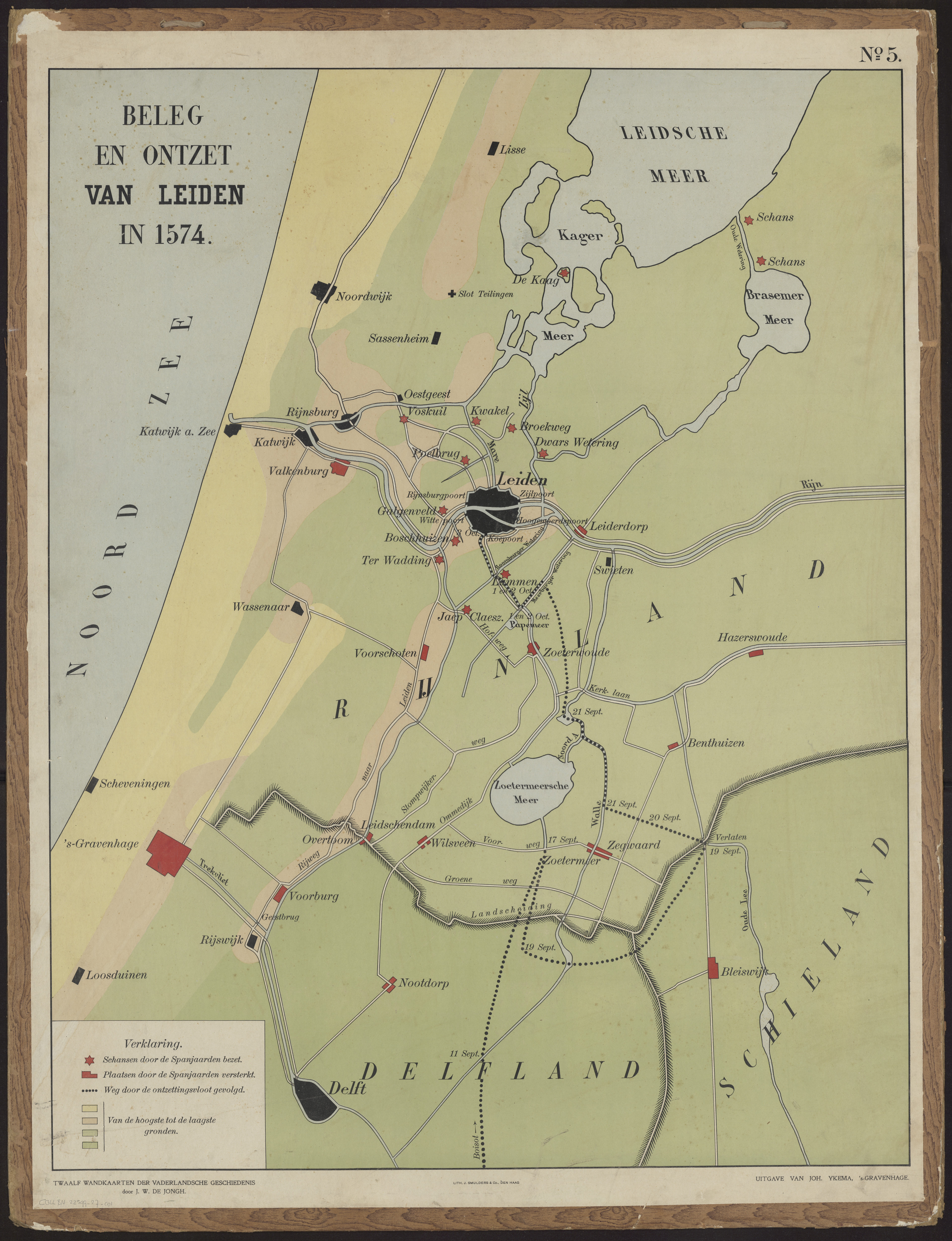
Mapa del setge de Leiden

Tot i que Espanya no va poder agafar els insurgents a l'aigua, l'exèrcit espanyol a terra encara tenia la supremacia i d'Alba havia posat en marxa el Setge de Leiden des d'octubre de 1573. El destí de la rebel·lió depenia d'aquesta ciutat perquè si queia Leiden, l'Haia i Delft també podrien ser insostenibles. Per socòrrer la ciutat, Lluís i Enric de Nassau havien entrat als Països Baixos el 1574 amb un exèrcit, i l'exèrcit espanyol va aixecar el setge de Leiden per contrarestar la invasió i l'exèrcit insurgent va patir una forta derrota a la batalla de Mook i els germans de Guillem d'Orange van morir. Després de la batalla, el setge de Leiden es va reprendre el maig de 1574. Quan l'agost de 1574 es va esgotar el menjar a la ciutat i la situació es va tornar crítica, Guillem d'Orange i els Estats d'Holanda van decidir inundar la terra al voltant de Leiden. Com a resultat, es va poder arribar a la ciutat amb vaixells i l'exèrcit espanyol es va veure obligat a retirar-se. El finançament de la guerra era un problema per als dos bàndols però per a Espanya la situació era encara més greu. Els Estats Generals, que Requesens havia convocat el 1574, pretenien la pau a canvi de suport financer. El 1575 es van celebrar converses de pau a Breda entre els insurrectes i Requesens, però van quedar en no res perquè va resultar impossible arribar a un acord en el camp de la religió i sobre la futura forma de govern.
Després del fracassat setge de Leiden, el maig de 1575, el nou stadtholder d'Holanda, Gilles van Berlaymont, va intentar atacar el Noorderkwartier, però també va ser aturat per les inundacions. Un nou atac dirigit a la zona entre Holanda i Utrecht, on era possible capturar Oudewater i Schoonhoven es va aturar a Woerden per les inundacions. A Zelanda, l'exèrcit espanyol va aconseguir una important victòria amb la presa de Zierikzee després d'un setge de nou mesos però no va poder bloquejar les connexions entre Holanda i Zelanda i la flota d'Orange va continuar sent la més poderosa de l'aigua. Immediatament després de la presa de Zierikzee, els soldats espanyols van exigir la resta de la seva paga que feia dos anys que no s'havia pagat íntegrament però Felip II havia reduït les transferències de diners als Països Baixos a causa de la fallida de Castella el 1575 i el govern de Brussel·les no va poder complir el requisit. Les conseqüències van ser catastròfiques. Les tropes reials van deixar la recentment conquerida Zierikzee, es van amotinar, van conquerir i van saquejar Alost, des d'on van emprendre noves incursions al ric i fidel Brabant i Flandes. La inesperada mort de Requesens el març de 1576 va suposar un problema per a Felip II i abans de nomenar el successor, va lliurar al Consell d’Estat el màxim govern del país.

### Pau de Gant
Amb les tropes espanyoles amotinades, l'amenaça es va estendre a totes les províncies. Els estats de Brabant van pressionar el Consell d'Estat perquè convoqués els Estats Generals dels Països Baixos i negociar la pau amb les províncies rebels d'Holanda i Zelanda. El Consell d'Estat, d'acord amb la voluntat del rei, no ho va atendre, es va produir un petit cop d'estat a Brussel·les i els membres del Consell van ser empresonats i l'aixecament es va estendre a les regions del sud. Es va convocar un estat general que va enviar una diputació a Gant per dur a terme negociacions de pau amb les dues províncies rebels. Van començar el 19 d'octubre i es van acabar el 28 d'octubre. Els acords es van ratificar precipitadament el 8 de novembre de 1576 després del saqueig d'Anvers del 4 de novembre. Amb la pacificació de Gant les tropes espanyoles van marxar i les províncies holandeses va formar la Unió de Brussel·les. La qüestió religiosa seguia sent un problema, però posteriorment es resoldria als Estats Generals. Mentrestant, les amotinades tropes espanyoles havien saquejat Maastricht i Anvers. Després d'aquests saquejos, fins i tot els més grans partidaris de Felip II de Castella estaven convençuts que les tropes espanyoles havien de marxar.

Ofensives espanyola i calvinista (1577-1578)

Felip II va enviar el seu germanastre Joan d'Habsburg i Blomberg com a nou governador als Països Baixos. En arribar es va adherir a la pacificació de Gant mitjançant l'edicte de 1577. El plan original era que les tropes espanyoles envairien Anglaterra en abandonar els Països Baixos per mar, però els Estats Generals van insistir que lo ho fessin per terra, i les tropes espanyoles van marxar a Itàlia el març i l'abril de 1577 segons es va acordar, i a canvi, els Estats Generals van acordar no tornar a reunir-se sense una convocatòria del governador i prohibir el calvinisme. Això va ser inacceptable per a Guillem d'Orange i els estats de Zelanda i Holanda, i es van negar a reconèixer Joan d'Habsburg com a governador, que es va sentir amenaçat, i van prendre la ciutadella de Namur amb la resta de tropes alemanyes en contra de les instruccions dels estats generals, i en ella va nomenar com a governador Maties d'Àustria, de 19 anys i cunyat de Felip. Les províncies van formar una Unió General amb Maties com a governador i Guillem d'Orange com a lloctinent. Amb aquest acte, els Països Baixos sencers, a excepció de Luxemburg, es van revoltar contra el rei.
Felip II no tenia intenció d'acceptar aquest trastorn polític i va ordenar a Joan d'Habsburg que recuperés els Països Baixos amb les tropes espanyoles retornades. Les finances del rei havien millorat des de 1577 i es va concloure un armistici amb els otomans, que havien entrat en guerra amb l'Imperi Persa. Don Juan va aconseguir el seu primer èxit contra les tropes dels Estats Generals a la batalla de Gembloux el 31 de gener de 1578. L'avanç va continuar amb la presa de Lovaina, Tienen, Aerschot i Diest. Aviat Espanya va recuperar el poder a Luxemburg i el ducat de Brabant.

### Camins separats; les unions d'Utrecht i Arràs

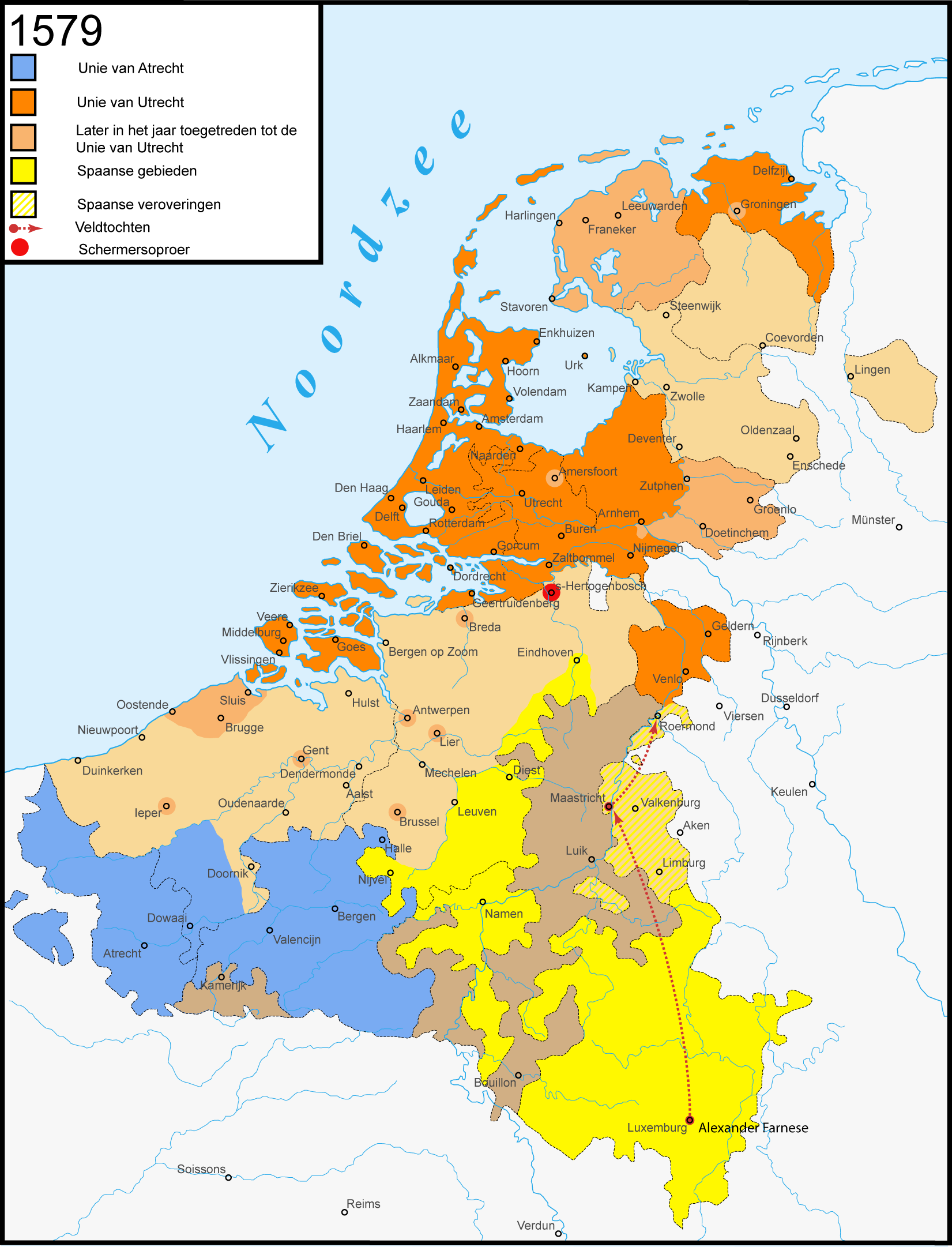
Ofensiva espanyola de 1579

Guillem I d'Orange-Nassau va intentar mantenir la unanimitat entre les províncies a la Unió de Brussel·les, però es va enfrontar a una tasca impossible. La llibertat religiosa que defensava, els calvinistes radicals no va la van concedir als catòlics, i allà on van prendre el poder, es va depurar l'ajuntament de catòlics, tancar les esglésies catòliques i es va prohibir el clergat. A Anvers, Brussel·les i Malines el catolicisme va ser prohibit. Gant, on els calvinistes radicals havien pres la direcció, es va convertir en un reducte d'intolerància amb la República de Gant. També al Comtat d'Holanda i Zelanda es van tancar esglésies catòliques a les ciutats que es van unir a Guillem d'Orange, com a Amsterdam. Per als catòlics moderats va ser un veritable malson, la pau religiosa representava una amenaça per al catolicisme, i va ser desastrós per a la cooperació entre les regions. La voluntat de fer aportacions financeres a la defensa conjunta era petita i, per tant, no era possible per als estats generals establir un poderós aparell militar. Tement els elements radicals de la Revolta, les províncies valones meridionals d'Artesia, Hainaut i Flandes Occidental i nobles catòlics descontents, es van tornar a unir a Espanya el 6 de gener de 1579 a través de la Unió d'Arràs.
A la mort de Joan d'Habsburg i Blomberg de la pesta l'1 d'octubre de 1578, Alexandre Farnese el va succeir, mostrant-se com un capaç general i diplomàtic. Sota l'amenaça de que les tropes espanyoles es desplacessin cada vegada més cap al nord, la Unió General no va poder contrarestar-lo, i es va establir una aliança militar al nord el 23 de gener de 1579, la Unió d'Utrecht. Parma va assetjar Maastricht el 10 de març de 1579 i la va capturar després de 111 dies. Aquell mateix any, l'emperador Rodolf II del Sacre Imperi Romanogermànic, el germà gran del governador Maties d'Àustria, va organitzar una conferència de pau a Colònia entre Felip II de Castella i els Estats Generals dels Països Baixos. Les converses van durar de maig a desembre de 1579, però un compromís estava fora de l'abast. Per als moderats, el desacord va suposar un revés important i semblava que no hi havia sortida. Calia triar entre el rei o els calvinistes.
Al març de 1580, Georges van Lalaing, comte de Rennenberg i stadtholder de Groningen, Frisia, Drenthe, Overijssel i Lingen, i l'únic noble catòlic que va donar suport a la revolta ja no es podia reconciliar amb la pràctica de prohibir repetidament el culte catòlic a les ciutats on els calvinistes van prendre el poder i va passar al costat espanyol provocant una forta reacció anticatòlica a les seves regions i va enfortir la posició dels protestants. El moviment va suposar un cop estratègic per als insurgents, ja que gran part del nord-est va caure en mans reials. Un exèrcit dels Estats Generals va assetjar Groningen però va haver de aixecar-lo després de perdre batalla de Hardenberg. Més tard Rennenberg va prendre Delfzijl i va intentar capturar Steenwijk.

## Formació i reconquesta de la República

### Avanç de Parma al sud
Mentre que al nord-est Rennenberg representava una gran amenaça per a les províncies rebels, al sud Parma també guanyava cada cop més territori. Després de Maastricht, també va seguir el motí de 's-Hertogenbosch i la presa de Kortrijk. Les transferències regulars de diners des d'Espanya li van permetre mantenir una forta força militar. També va adoptar un enfocament moderat perquè les ciutats assetjades fossin més propenses a abandonar la batalla.

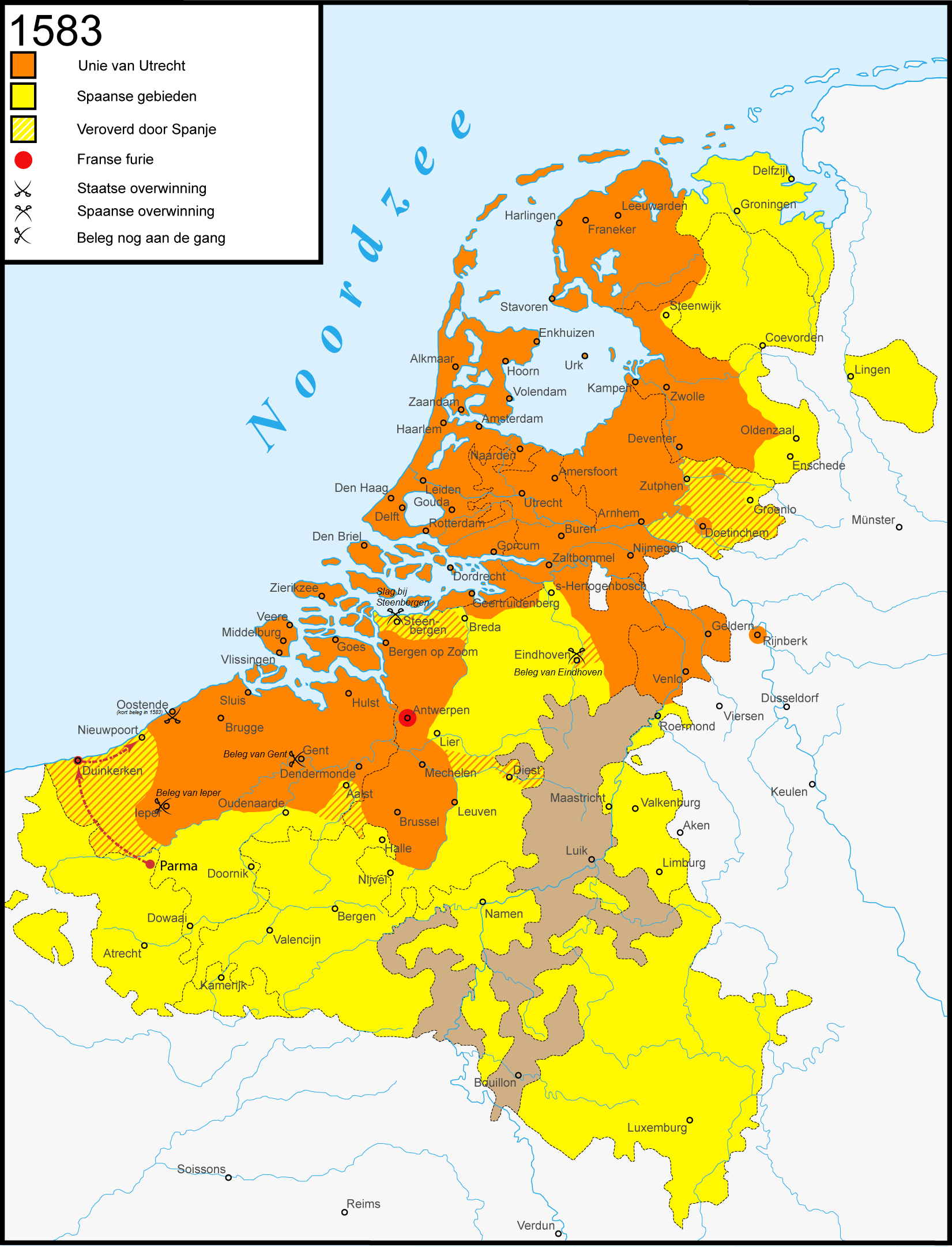
Ofensiva espanyola de 1583

Guillem d'Orange es va adonar que la revolta no es podia guanyar sense un fort aliat. Seguint el seu consell, els Estats Generals van oferir a Enric Hèrcules, germà petit del rei francès, la sobirania sobre els Països Baixos a canvi del suport militar. Les esperances estaven posades en França a causa de la tradicional enemistat entre els Habsburg i els Valois. Anjou es va mostrar disponible i disposat i amb ell es va concloure el Tractat de Plessis-lès-Tours el gener de 1581, i la posició del governador Maties d'Àustria va esdevenir irrellevant i va abandonar els Països Baixos, però l'arribada d'Anjou va ser un fracàs. Va socòrrer la ciutat de Cambrai l'agost de 1581, que estava sent assetjada per Parma des de 1580. Una guerra oberta entre França i Espanya, esperada per Orange, no va tenir lloc per la reticència d'Enric III de França a declarar la guerra a Felip II de Castella. Breda i Doornik van passar a mans espanyoles aquell any, i un any més tard ho van fer Lier, Oudenaarde i Ninove, i Enric Hèrcules, que no es va oposar, amb poders limitats, a mitjans de gener de 1583 va fer una violenta presa del poder ocupant violentament diverses ciutats de Flandes i Brabant. A Anvers la població es va revoltar i els francesos foren expulsats de la ciutat en la Fúria Francesa, fent de la seva posició als Països Baixos insostenible, i va tornar a França.

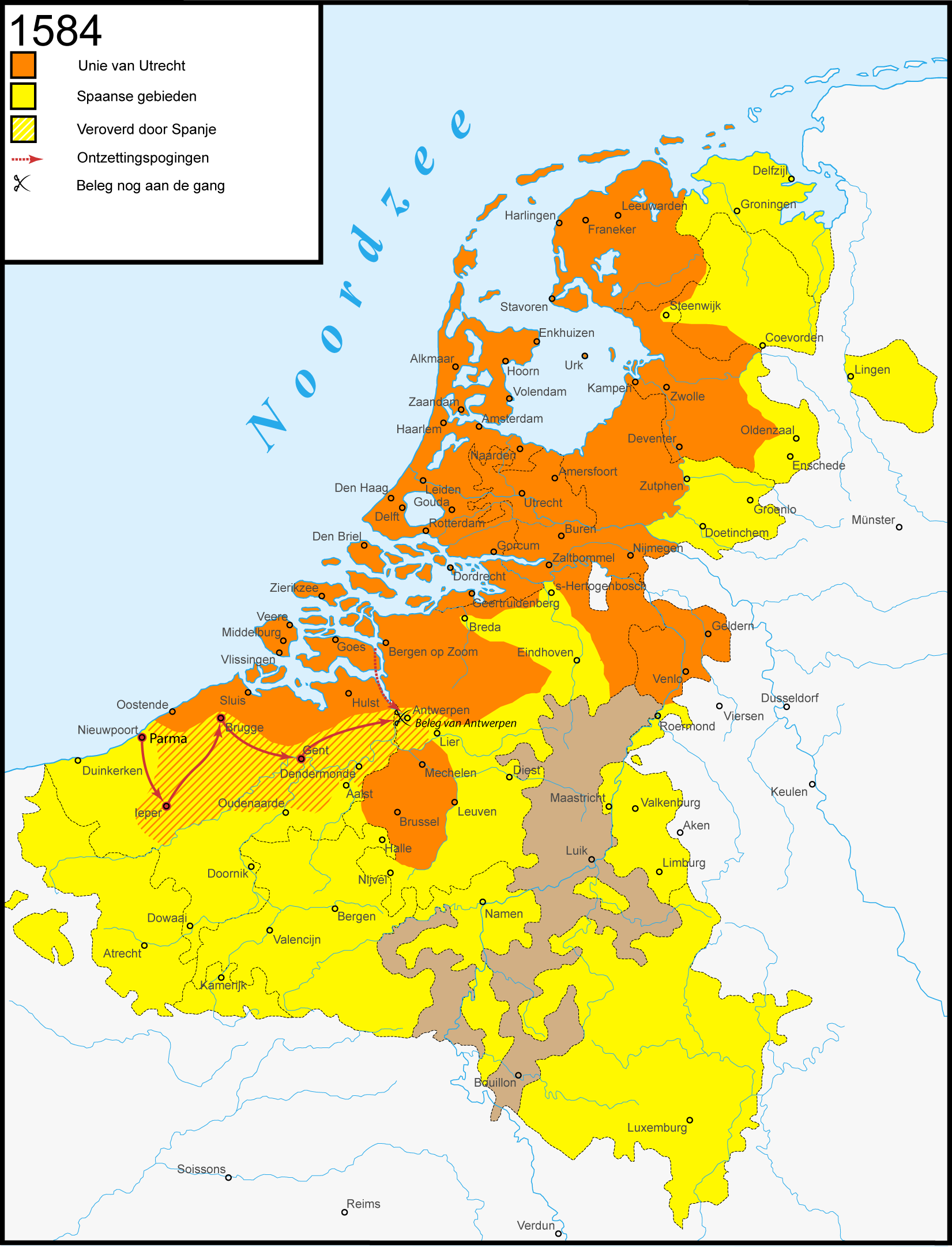
Ofensiva espanyola de 1584

Al nord, on havia mort Rennenberg, el comandament de l'exèrcit espanyol va ser continuat per Francisco Verdugo, que va guanyar la batalla de Noordhorn i es va apoderar de Steenwijk el 1582. El 10 de juliol de 1584, Guillem d'Orange, líder de la revolta, va ser assassinat a Delft. Parma controlava les províncies de Luxemburg, Limburg, Namur, Hainaut, Artesia i Flandes Occidental. El seu següent objectiu van ser les províncies de Brabant i Flandes. Un atac directe a les principals ciutats d'aquestes províncies seria una càrrega massa gran per al seu exèrcit i va decidir aïllar les principals ciutats ocupant primer les ciutats dels voltants, el camp i les vies navegable. En primer lloc, les ciutats costaneres flamenques de Dunkerque, Nieuwpoort, Menen, Veurne, Diksmuide i Sint-Winoksbergen es van prendre ràpidament el juliol i l'agost de 1583. A l'octubre, les ciutats al llarg de l'Escalda van seguir com Sas van Gent, Axel, Hulst, Eeklo i Rupelmonde. El pla de Parma va funcionar perquè les grans ciutats flamenques de Gant, Ypres i Bruges van caure en 1584. Amb Flandes gairebé completament en mans espanyoles, Parma va assetjar Brussel·les i Anvers. Amb la construcció d'un enorme pont de vaixells, Anvers va quedar completament aïllada del món exterior. Després d'un any de setge, la ciutat va haver de capitular el 17 d'agost de 1585, quan Brussel·les ja havia caigut. La caiguda d'Anvers, disset anys després de l'inici de la revolta, va tenir grans conseqüències econòmiques i socials, i l'esdeveniment també es veu com la divisió final entre el nord i el sud dels Països Baixos.
Malgrat algunes divergències entre el comte de Leicester i Elisabet I d'Anglaterra, aquesta el 1585 el va nomenar comandant d'una expedició als Països Baixos per donar-los suport en la seva rebel·lió contra Espanya. Aquesta campanya no fou reeixida i va haver de tornar a Anglaterra el 1588 a causa de les seves diferències amb els líders holandesos.

## Ofensiva neerlandesa

### Contraatac nord-holandès (1588-1598)
El 1589, Alexandre I de Parma va aconseguir fer-se amb Geertruidenberg subornant la guarnició amotinada. Va continuar cap a Zaltbommel però no va poder capturar-la per un motí de les seves pròpies tropes. Parma no va tenir temps per resoldre-ho i donar el cop definitiu a la República. El pla va canviar i Felip II de Castella el va enviar a França, on la guerra dels hugonots havia tornat a esclatar. Enric III de França havia mort sense fills i havia nomenat hereu al tron el seu cunyat, el protestant Enric de Navarra, i per a Felip II, una França protestant era una amenaça massa gran per al catolicisme a Europa, per a ell més important que la lluita contra els holandesos rebels. Felip II donava doncs suport a la Lliga i va ordenar al duc de Parma que se centrés a França. Com a resultat, es va haver de renunciar a la batalla al nord perquè la lluita en dos fronts era inviable econòmicament. Després de tres campanyes a França, Parma va resultar ferit i va morir el 1592. El va succeir Peter Ernst von Mansfeld fins 1594 i Ernest d'Àustria, que també va morir un any després.
Espanya no va poder pagar els alts préstecs i va fer fallida econòmica el 1596, fet que obligà Felip a preferir signar la Pau de Vervins amb França el 1598, que fou el punt final del període imperial d'Espanya a Europa tot i l'abjuració feta del protestantisme per Enric IV de França amb l'Edicte de Nantes, que havia evitat l'accés d'un rei hugonot al tron francès. Això va millorar molt la situació de la República, i la revolta holandesa va passar de gairebé desesperada el 1588 a gairebé guanyar el 1598, per la participació espanyola en les guerres dels hugonots francesos i les habilitats polítiques de Johan van Oldenbarnevelt i a les habilitats militars de Maurici de Nassau, que va reformar l'exèrcit estatal, dividint-lo en unitats més petites i maniobrables, i un sistema d'ordres intel·ligibles i una disciplina estricta. Amb aquestes i altres reformes, l'exèrcit va ser durant molt de temps l'escola militar d'Europa.
Va arribar l'oportunitat de fer una guerra ofensiva en lloc d'estar a la defensiva. La conquesta de Breda el 1590 amb un enginy amb un vaixell de torba va convèncer Maurici de les seves pròpies forces i es van preparar plans i es van recaptar les finances per fer una guerra ofensiva. La República estava envoltada territori espanyol a l'est, nord i sud i totes les regions volien veure conquerides les ciutats properes. Van Oldenbarnevelt va aconseguir convèncer tothom perquè deixés de banda els seus interessos i conquerís primer les ciutats de Gelderland i Overijssel, perquè representaven la major amenaça per al cor de la República. Després d'això, seria possible continuar pel nord i el sud. Així va passar i la jove república va aconseguir una sèrie d'èxits militars.
El 1591 Maurits va iniciar una campanya a l'est del país en la que successivament va conquerir Zutphen, Deventer, Delfzijl, Hulst i Nijmegen. El 1592 Steenwijk i Coevorden van ser recuperats al nord. El 1593 va seguir la captura de Geertruidenberg a Brabant, el 1594 va caure tota la regió de Groningen.

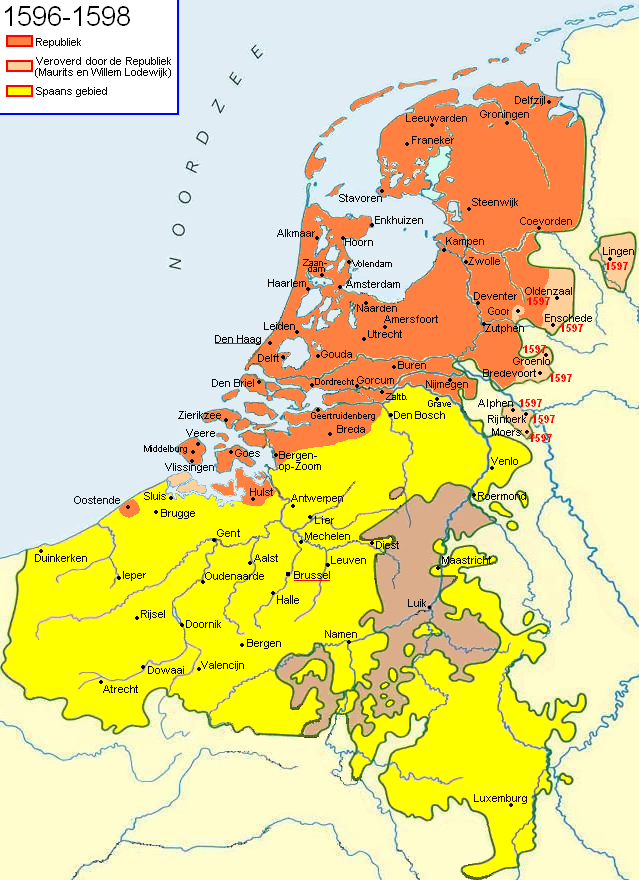
Front entre 1596 i 1598

A finals de 1594, alguns membres de la Santa Lliga de París encara treballaven contra Enric IV de França a tot el país, però tots confiaven en el suport d'Espanya. El gener de 1595, el rei va declarar la guerra a Espanya per mostrar als catòlics que Espanya utilitzava la religió com a cobertura per a un atac a l'estat francès i per demostrar als protestants que la seva conversió no l'havia convertit en un titella d'Espanya. A més, esperava reconquerir grans parts del nord de França de les forces catòliques franco-espanyoles. La seva victòria en la batalla de Fontaine-Française, a Borgonya, el 5 de juny de 1595 sobre els últims lliguistes, capitanejats per Carles de Guisa va posar final a la Lliga.
Albert d'Àustria va arribar als Països Baixos el 1596 com a nou governador i poc després de la seva arribada va conquerir Calais i Hulst. Anglaterra i França van entrar en una aliança el 1596, en part a causa de la conquesta espanyola de Calais. A causa de la curta distància a Anglaterra, la captura espanyola es va veure com una amenaça a Anglaterra. Es va demanar a la República que s'unís i així va néixer la Triple Aliança. A la pràctica, poc va canviar després de la conclusió del pacte. Cada partit va seguir seguint la seva pròpia estratègia. Així, quan Albrecht va anar a França l'any 1597 per assetjar Amiens, els holandesos van veure una oportunitat per a una nova campanya en comptes de anar en ajuda de França. A l'est, es van prendre Rijnberk, Meurs, Grol (ara Groenlo), Bredevoort, Enschede, Ootmarsum, Oldenzaal i Lingen. Les victòries de Maurici van suposar un gran impuls per a la República. L'àrea de la Unió d'Utrecht va tornar a estar en mans dels Estats. Una nova fallida econòmica el 1596 obligà Felip a signar la Pau de Vervins amb França el 1598.

### La guerra continua (1598-1609)
La República va intentar continuar la guerra ofensiva, però no va aconseguir trencar el poder del rei espanyol. Esgotats econòmicament, França i Espanya van signar la pau de Vervins el 1598 permetent a Espanya tornar a centrar-se plenament en la República. Com que Felip II de Castella, de setanta anys, va sentir que s'acostava el seu propi final, va decidir el 1598 que la seva filla Isabel Clara Eugènia es casaria amb Albert d'Àustria per governar junts com a "prínceps sobirans" sobre els Països Baixos. El 13 de setembre del mateix any va morir Felip i el va succeir el seu fill Felip III.
Espanya va pressionar militar i econòmicament a la República perquè acceptés una proposta de pau. Francisco de Mendoza va conquerir Rijnberk i Doetinchem amb un gran exèrcit. Maurici de Nassau tenia un exèrcit molt més petit, però va poder evitar un nou avanç mitjançant maniobres intel·ligents. Es va prohibir el comerç entre la península ibèrica i els holandesos però malgrat la pressió de l'exèrcit espanyol, Johan van Oldenbarnevelt i Maurici no es van confiar de les intencions d'Espanya i no van acceptar l'oferta de pau. De nou l'any 1599 Espanya va llançar un gran atac, en què Mendoza va envair el Bommelerwaard i va posar setge a Zaltbommel, però Maurici va aconseguir defensar la ciutat amb èxit. El setge es va trencar i poc després l'exèrcit espanyol va tornar a haver de fer front als amotinaments.
Van Oldenbarnevelt volia aprofitar els amotinaments de l'exèrcit espanyol. Els corsaris, actius des de les ciutats costaneres flamenques de Nieuwpoort i Dunkerque van causar molts danys a la flota mercant i pesquera holandesa i Maurici de Nassau va ser enviat amb l'exèrcit a atacar aquestes ciutats, en profund territori enemic. Albert va poder contenir el motí a temps i es va dirigir a Nieuwpoort on va sorprendre a Maurits, però aquest va resultar victoriós a la batalla de Nieuwpoort, convertint-se en un punt d'inflexió en la guerra, un cop comprovat que l'exèrcit holandès podia competir amb l'exèrcit espanyol, que tenia oficials progressivament més inexperts. Després de la batalla, l'exèrcit holandès es va retirar.
Albert va començar el 1601 el setge d'Oostende, que es convertiria en un dels setges més sagnants i llargs d'Europa. En un intent d'allunyar l'exèrcit espanyol d'Ostende, Maurici va assetjar altres ciutats. Entre 1601 i 1604 va conquerir Rijnberk, Grave, Aardenberg i Sluis i va intentar conquerir dues vegades 's-Hertogenbosch. Albert va progressar poc malgrat l'enorme despesa de diners i vides humanes. El 1603, a canvi de finançar el setge, el comandament de les tropes va ser transferit al banquer genovès Ambrosi Spinola, qui va demostrar ser un talent militar i va capturar Oostende el 1604. El nou rei anglès Jaume I va fer les paus amb Espanya, fent que la República perdés el seu darrer aliat.
En 1605 Spinola va empènyer el seu reforçat exèrcit pel cinturó de defensa de la República a gran velocitat durant la seva campanya de Spinola, prenent Oldenzaal i Lingen, anant sempre per davant dels holandesos cada cop. Els guanys territorials de Spinola van obligar a Maurici a desplegar cada cop més homes a les guarnicions, deixant menys homes per a l'exèrcit de camp. El 1606 van caure Lochem, Groenlo i Rijnberk. Lochem fou recuperada, però no Groenlo. L'any 1607, vaixells de guerra holandesos liderats per Jacob van Heemskerck van destruir una flota espanyola, encara en part en construcció, al port de Cadis a la batalla de Gibraltar i el boicot comercial imposat per Espanya contra els vaixells mercants holandesos fou retirat, i la fallida de l'estat espanyol de 1607 es va acordar una treva per poder negociar la pau. Espanya va resultar massa dependent del comerç holandès. Finalment, la Vereenigde Oostindische Compagnie es va fundar en part per perjudicar també els espanyols a les Índies. Durant les converses, no es va poder arribar a cap acord sobre una pau definitiva. Tanmateix, el 9 d'abril de 1609 es va acordar una treva a Anvers, que finalment duraria dotze anys.

## Treva dels dotze anys (1609-1621)
L'embargament que Espanya va mantenir sobre les Set Províncies Unides i la despesa militar que suposaven més de trenta anys de guerra havien deixat les províncies econòmicament malmeses. La guerra va coincidir amb la Guerra dels Trenta Anys, tot i que entre el 1609 i 1621 hi va haver una aturada de les hostilitats per la treva dels dotze anys.
Després de concloure l'armistici, l'exèrcit i la marina d'ambdós bàndols es van reduir dràsticament per tal d'alleujar la càrrega financera. La pau entre la República i Espanya es va mantenir durant dotze anys malgrat els conflictes interiors i exteriors. Un d'aquests conflictes va ser la Guerra de successió de Jülich. Joan Guillem de Jülich-Clèveris-Berg va morir sense descendència el 1609 i diversos prínceps alemanys van reclamar l'herència, els més importants dels quals van ser el comte palatí Wolfgang Guillem I del Palatinat-Neuburg i Joan Segimon I de Brandenburg. Com que els països en qüestió estaven a prop de la frontera oriental holandesa, va ser un conflicte d'importància europea. L'emperador va fer ocupar Jülich, però això era una amenaça massa gran per a la República, i aliat amb França, Maurici de Nassau va perseguir els imperials de Jülich. El conflicte va tornar a esclatar el 1614 i Maurici va fortificar Jülich i va ocupar Rees amb un exèrcit estatal. Inesperadament, Ambrosi Spinola també va avançar amb un exèrcit espanyol i va capturar Aquisgrà i Wesel. Els dos generals van ocupar llavors diverses ciutats sense enfrontar-se i la treva no va resultar malmesa. Amb el tractat de Xanten va arribar una solució definitiva al conflicte i les zones Cleve i Mark pertanyien a l'elector i Jülich i Berg al comte Palatí. Tant a la República com a Espanya també se'ls va permetre mantenir guarnicions a les ciutats que van conquerir com a llocs avançats per defensar els seus propis territoris.
Acabada la treva, la República s'havia convertit un poder independent reconegut de facto. Durant la treva van sorgir noves divisions religioses i polítiques dins la República. Els seguidors del clergue anticalvinista Jacobus Arminius, els Remonstrants, van entrar en un conflicte amb els seguidors de Franciscus Gomarus, els contrarremonstrants. A més d'una diferència d'opinió religiosa, hi va haver principalment un conflicte polític perquè els Remonstrants eren més republicans que els contrarremonstrants, que creien en una posició forta de la Casa d'Orange, i els Remonstrants havien estat a favor de l'armistici mentre els contraremonstrants en contra. Johan van Oldenbarnevelt estava al costat dels Remonstrants i Maurici es va fer costat als contrarremonstrants. El corrent d'Oldenbarnevelt només va triomfar en Amsterdam, i el corrent més radical es va imposar en la resta dels estats. El conflicte es va intensificar amb un cop d'estat de Maurici i el seu exèrcit, Van Oldenbarnevelt va ser arrestat i condemnat per alta traïció. En el Sínode de Dort de 1618–19 al que els tretze pastors armininianistes, encapçalats per Simon Episcopius, varen ser exclosos, es va establir la victòria de l'escola calvinista i es va declarar la teologia remonstrant contrària a les Escriptures. El 13 de maig de 1619 Van Oldenbarnevelt va ser decapitat al Binnenhof de l'Haia i Maurici es va convertir a més de cap militar en el líder polític indiscutible de la República.

## El final de la guerra

### La República a la defensiva (1621-1625)
El 9 d'abril de 1621 expirà treva dels dotze anys i immediatament es reprèn la guerra. Felip IV de Castella, de setze anys, havia succeït el 31 de març del seu pare difunt. Ell i el seu nou conseller Olivares veien la treva com una humiliació per a Espanya i van voler restaurar la grandesa espanyola passant a l'ofensiva. Maurici de Nassau i la majoria dels Estats Generals dels Països Baixos eren partidaris de continuar la guerra. Albert d'Àustria va morir el 13 de juliol i Isabel Clara Eugènia la succeir com a Governadora dels Països Baixos.
Espanya va augmentar les remeses al sud dels Països Baixos a 900.000 florins al mes perquè a la República se l'havia de combatre per mar i per terra. Es va ampliar la flota espanyola, es va donar suport als corsaris que operaven des de Dunkerque i es va imposar un embargament comercial. Aquesta tàctica va posar la República a la defensiva. La República, al seu torn, va fer bloquejar la costa flamenca amb vaixells de guerra de l'Estat, va imposar alts aranzels per al comerç amb l'enemic i es va establir la Companyia Neerlandesa de les Índies Occidentals (WIC) per obstaculitzar Espanya i Portugal a la zona atlàntica. La República no tenia diners per reunir un exèrcit de camp car i això va donar la iniciativa a Ambrosi Spinola.
Després de la treva Spinola es va concentrar en els territoris alemanys on ja ocupava Aquisgrà i Wesel, i el febrer de 1622 va capturar Jülich amb l'ajuda de l'exèrcit del Palatinat, un cos mòbil independent comandat per Gonzalo Fernández de Córdoba y Cardona, Maurici no va poder socòrrer la ciutat. L'any següent, Maurici esperava un atac a l'est o al nord però inesperadament, Spinola va colpejar ràpidament el setge de Bergen op Zoom al ducat de Brabant, que va ser un fracàs amb grans pèrdues, i es va haver d'aixecar el setge quan va arribar Maurici. El 1623, l'exèrcit dels aliats protestants de la República va ser derrotat per l'exèrcit imperial a la batalla de Stadtlohn.
El Groot Desseyn de la Companyia Neerlandesa de les Índies Occidentals fou un pla estratègic elaborat el 1623 que va portar els holandesos a centrar les seves ambicions en la conquesta dels llocs avançats comercials portuguesos a Àsia, Àfrica i les plantacions de canya de sucre al Brasil. El pla consistia en apoderar-se São Salvador da Bahia, la capital brasilera, i després del principal fort portuguès a la costa d'Angola, São Paulo de Loanda per controlar tant les lucratives plantacions de sucre al Brasil com el tràfic d'esclaus atlàntic. En 1624 es va armar una flota dirigida per l'almirall Jacob Willekens i el vicealmirall Piet Hein que va prendre Salvador durant un any.
L'agost de 1624 Spinola va assetjar Breda en una aventura agosarada, ja que ja era al final de la temporada. Spinola esperava prendre la ciutat abans de l'hivern, però va trigaria fins al juny de 1625 abans de prendre Breda, amb un gran cost per a la hisenda espanyola i moltes baixes. El preu pagat era desproporcionat amb el que s'havia aconseguit, perquè, tot i prendre una ciutat important, la República es va veure obligada a negociar i durant el setge, Felip IV va decidir canviar d'estratègia reduint l'exèrcit i canviar a una guerra defensiva més barata. Al mar, però, es va mantenir la guerra ofensiva. Maurici havia mort l'abril de 1625 i el va succeir el seu germanastre Frederic Enric d'Orange-Nassau.

### La República torna a contraatacar (1626-1634)
La Lliga Catòlica, l'aliança entre els Habsburg alemanys i els Habsburg hispànics, va provocar l'aliança de tots els seus potencials enemics i rivals a Europa i Espanya va entrar en una fase defensiva terrestre, mentre l'emperador Ferran estava ocupat amb la invasió danesa de la Guerra dels Trenta Anys, donant l'oportunitat a la República de passar a l'ofensiva. Va ser possible en part gràcies al tractat de subvencions de 1624 pel que va rebre el suport financer de França i el tractat de Southampton de 1625, que va fer entrar al Regne Unit en la guerra amb Espanya. Frederic Enric d'Orange-Nassau i el seu cosí Ernest Casimir, que havia succeït el seu germà difunt Willem Lodewijk el 1620, van decidir el 1626 conquerir Oldenzaal perquè Twente ja no pogués ser atacat, i en 1627 va conquerir Groenlo, i com Espanya no va poder fer front a les seves obligacions de pagament va fer fallida.
Ambrosi Spinola va anar a Madrid el 1628 per demanar més diners per continuar l'ofensiva o buscar la pau amb la República mentre la situació encara era raonablement favorable. Felip IV i Olivares van rebutjar ambdues opcions i van voler esperar que l'emperador ataqués també la República perquè la posició negociadora d'Espanya fos més forta. Tanmateix, no es va arribar a això. Les tropes imperials sota el comandament de Joan t'Serclaes de Tilly van ocupar Frísia oriental a la frontera amb la República després de derrotar Cristià IV. Però una invasió imperial no va arribar a causa dels canvis de prioritats i problemes financers.
L'any 1628 Espanya s'havia implicat amb França en la Guerra de successió de Màntua al nord d'Itàlia per a la qual s'havien d'alliberar homes i diners, i després de la marxa de Spinola a lluitar a la Valtellina, l'exèrcit espanyol va tenir problemes per la successió al comandament i el va substituir Hendrik van den Bergh, cosí de Frederic Enric al servei espanyol com estatholder de l'Opper-Gelre, i a l'exèrcit li va mancar d'eficàcia per manca de fons. Per empitjorar les coses, el corsari Piet Hein va capturar una flota del tresor espanyol a la badia de Matanzas en nom de la República proporcionant diners i entusiasme que es van invertir en el setge de 's-Hertogenbosch i posar en marxa novament el pla Groot Desseyn el 1629. Firmat el Tractat de Lübeck amb Dinamarca, l'emperador disposava de tropes per ajudar al seu cosí i va proporcionar un exèrcit liderat per Ernesto Montecuccoli, i els exèrcits reial i imperial van creuar l'IJssel, van envair el Veluwe i van prendre Amersfoort provocant el pànic entre la població, però sense aixecar el setge de 's-Hertogenbosch, i l'exèrcit estatal es va expandir precipitadament i les guarnicions de les ciutats amenaçades van poder ser reforçades. La República va decidir crear la línia d'aigua holandesa que hauria d'inundar la part part oriental, incloent bona part del territori d'Utrecht, però no va ser necessari posar-la en funcionament per la sobtada captura de Wesel després de la qual l'exèrcit reial i imperial es van retirar. Al sud hi havia grans preocupacions per la força de la República i la debilitat de l'exèrcit espanyol. Si bé Espanya encara semblava superior després de Breda el 1625, el 1629 els rols es van invertir.
Amb nombrosos recursos per pagar les seves despeses militars, els holandesos van aconseguir amb èxit capturar Recife i Olinda, la regió central de les plantacions brasileres de canya de sucre, a principis de 1630.
En 1630 cap dels dos bàndols va dur la iniciativa a Europa, però en 1631 la República va reunir un gran exèrcit de camp per a una invasió de Flandes i prendre Dunkerque, que es va retirar pel contratac de Brussel·les, que havia preparat un atac sorpresa i una flota juntament amb un exèrcit de camp van envair la República. L'atac va donar lloc a la batalla de Slaak, que va ser guanyada amb molta dificultat pels Estats. Frederic Enric i els Estats Generals volien llançar un altre atac important el 1632 dirigit a Anvers, però van den Bergh estava tan insatisfet amb l'autoritat espanyola que va voler desertar a la República i va poder assegurar un pas suau pel Mosa. A més, l'exèrcit espanyol de Flandes es va veure afeblit per l'enviament de l'exèrcit del Palatinat, comandat per Gonzalo Fernández de Córdoba y Cardona, a Alemanya per ajudar l'emperador contra el rei suec Gustau II Adolf. La campanya d'Orange al llarg de la Maas que va seguir va resultar en la captura de les ciutats de Roermond i Venlo. L'exèrcit del Palatinat i un exèrcit imperial liderat per Gottfried Heinrich Graf zu Pappenheim que va venir al rescat no van poder evitar que Maastricht també fos presa, i com a resultat el marqués de Santa Cruz, substitut de van den Bergh al capdavant de l'exèrcit de Flandes fou destituït, i Gonzalo Fernández de Córdoba es va retirar del servei.
Després de la dramàtica campanya, Brussel·les va iniciar converses de pau amb la República sense consultar Madrid que van quedar en res. Isabel Clara Eugènia va morir aquell mateix any i fins a l'arribada del germà de Felip IV, el cardenal infant Ferran d'Àustria, Francesc de Montcada esdevingué governador interí que va intentar recuperar infructuosament Rheinberg en 1633 i Maastricht en 1634 sense èxit.

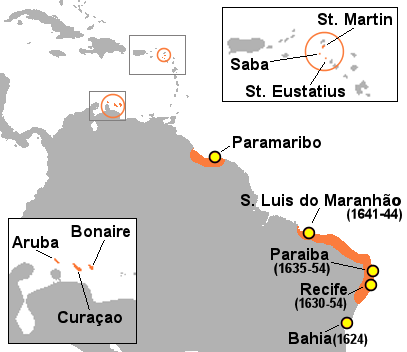
Conquestes neerlandeses a les Índies Occidentals i el Brasil

Ferran d'Àustria va arribar als Països baixos el 4 de novembre de 1634, després guanyar la batalla de Nördlingen contra els suecs a Alemanya i disposat a passar a la ofensiva, no només al nord i al sud, sinó també a l'est, per mantenir la connexió amb l'emperador. La seva tasca era restaurar el poder i la reputació d'Espanya després dels dramàtics anys entre 1629 i 1633. L'objectiu era capturar ciutats importants per poder concloure una treva en condicions favorables. Si això tenia èxit, es podria alliberar capacitat per a la guerra a Alemanya, i el conflicte a l'estranger, especialment al Brasil, s'aturaria.

### Guerra del dos fronts (1635-1640)

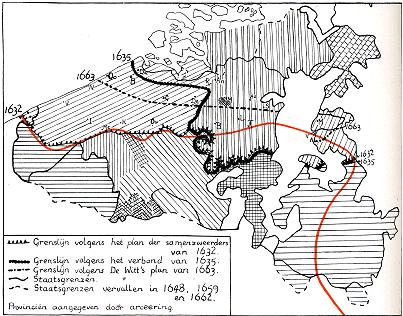
Plans de partició dels Països Baixos espanyols entre França i la República. Línia negra: Tractat de 1635. Línia vermella: frontera lingüística. Fronteres de 1632, 1635, 1648, 1659 i 1662. De Pieter Geyl: Geschiedenis van de Nederlandse stam, 1948-1959

Els enemics dels Habsburg havien estat derrotats per les tropes espanyoles i imperials a la batalla de Nördlingen arribant a la Pau de Praga de 1635, i tement el creixent poder dels Habsburg, el cardenal de Richelieu, primer ministre francès, va concloure un tractat de subvencions amb la República per mantenir-los en guerra. Un any més tard, va seguir un tractat d'aliança entre la República i França, que de seguida implicava França la guerra amb Espanya. Espanya es va veure obligada a una guerra a dos fronts. Es va acordar dividir el sud dels Països Baixos entre ambdues parts si la població no es revoltava.
França es va implicar en la guerra i el 1635 va emprendre una campanya conjunta amb la República, fusionant els dos exèrcits a Maastricht per crear una força de 50.000 homes per prendre Brussel·les i resoldre la guerra d'un sol cop. Els espanyols foren derrotats a la batalla de Les Avins i Tienen va ser presa i saquejada però l'exèrcit, en territori enemic tenia problemes de subministrament, i l'exèrcit francès estava mal pagat i indisciplinat. A causa d'aquests problemes i de la notícia que les tropes auxiliars de l'Imperi sota el comandament d'Ottavio Piccolomini estaven en marxa, es va haver d'aixecar el setge de Lovaina. A més, els soldats espanyols van prendre Schenkenschans a Gelderland i les ciutats properes de Kleve, Goch, Kalkar, Kranenburg i Gennep, que asseguraven la connexió de Schenkenschans amb Valkenburg i Limburg aïllant Maastricht. Felip IV i Olivares es van mostrar entusiasmats amb el resultat i convençuts que amb els Schenkenschan a les seves mans la guerra es podria fer al cor de la República. El cardenal-infant va rebre l'ordre de mantenir la plaça a tota costa. Frederic Enric d'Orange-Nassau, conscient del perill, es va dirigir al reducte i el va bloquejar tot l'hivern, i l'abril de 1636 va ser recuperada després d'un fort bombardeig.
Després de ser derrotat per Carles IV de Lorena i Matthias Gallas al Rin, Alsàcia i Lorena, els exèrcits francesos es van mantenir centrats en la defensa, i la seva reconquesta. La recuperació del Franc Comtat, confiada a Enric II de Borbó-Condé i Charles de La Porte esdevingué una prioritat absoluta per al cardenal Richelieu mentre l'emperador va projectar una invasió de l'est de França comandada per Matthias Gallas, però com que els problemes logístics i financers van disminuir la seva força, va proposar una invasió conjunta amb el Cardenal-Infant, que Felip IV d'Espanya i Olivares van posar aprovar ràpidament. 40.000 homes comandats pel cardenal-infant, Piccolomini, Carles IV de Lorena i el general Johann von Werth van creuar el Somme amenaçant Amiens i causant el pànic a París. Bernhard de Weimar-Saxònia va derrotar els imperials a la batalla de Compiègne, fent retirar Gallas i l'atac de Felip IV no va reixir. Ferran d'Àustria no va poder mantenir la seva empenta i ell també es va allunyar de París.
Per tenir la cooperació dels Estats d'Holanda, el 1637 França es va decidir a atacar Dunkerque, des d'on la flota reial que operava causant grans danys als comerciants i pescadors holandesos. El vent desfavorable va retardar l'operació perdent-se l'efecte sorpresa, i els espanyols van poder reunir a temps una gran força prop d'Anvers. El atac a Dunkerque es va cancel·lar i l'alternativa va ser el Setge de Breda, que fou conquerida al cap de dos mesos i mig. Espanya va voler envair França el 1637 però va haver d'enviar l'exèrcit a la frontera amb la República a causa de l'amenaça de la República. Don Ferran no va poder rellevar Breda quan el setge estava en marxa, així que es va traslladar a la vall del Mosa per prendre les ciutats de Venlo i Roermond. No es va apoderar de Maastricht, però es va trencar la línia a la frontera oriental de l'Estat. Els francesos van aprofitar la concentració de tropes espanyoles al nord i van aconseguir capturar les ciutats de Landrecies, Maubeuge i Damvillers des del sud
La invasió de Flandes per part de les tropes dels Estats només tenia possibilitats d'èxit si Anvers queia, i era impossible que Espanya fes una guerra ofensiva contra la República i França alhora. Brabant i Flandes eren més importants per a Espanya que Hainaut i Artois, al sud, i estaven més protegides, així que el juny de 1638 la República va intentar conquerir Anvers. Frederic Enric va marxar amb la força principal a través de Brabant cap a la ciutat. El cos de Guillem de Nassau-Siegen s'aproparia i tancaria la ciutat des del costat flamenc. Les forces espanyoles van aconseguir trencar les seves línies i aixafar l'exèrcit a la batalla de Kallo trencant el setge d'Anvers mentre França assetjava Saint-Omer que va ser abandonat després de l'arribada de Piccolomini. Després de la derrota a Kallo, es va fer un intent inútil de conquerir Geldern. S'havia fet evident per a la República que mentre l'exèrcit espanyol no fos convocat per allunyar-se d'una important invasió francesa, era molt difícil iniciar un setge contra Anvers, Bruges o Gant.
França va desplegar dos exèrcits el 1639 per compensar la desgràcia de l'any anterior, donant esperança a la República de poder conquerir Hulst després d'un any decebedor, tanmateix, quan les tropes dels Estats estaven preparades a Bergen op Zoom per navegar cap a Flandes, el cardenal-infant també havia reunit un exèrcit fort a Flandes, que Frederic Enric va intentar allunyar però va fracassar. L'exèrcit francès també va tenir poc èxit, doncs La Meilleraye amb el suport de tropes addicionals del duc de Châtillon va assetjar i prendre Hesdin però el marquès de Feuquieres, que havia de capturar Thionville al Ducat de Luxemburg i assegurar l'accés al sud dels Països Baixos espanyols i la vall del Mosel·la, fou derrotat per Piccolomini i Jean de Beck, morint en la batalla.
Espanya i Anglaterra havien fet la pau en 1630 i des d'aleshores els moviments de tropes per mar espanyols eren relativament segurs. Més de 16.000 soldats havien arribat als Països Baixos per mar entre 1631 i 1637. Després que els francesos tallessin el 1638 el Camí dels espanyols amb la presade Breisach pels francesos i l'atac a diversos ports de la costa atlàntica, en un intent desesperat per reforçar, reabastir i pagar les seves tropes als Països Baixos espanyols, el 1639 es forma a Cadis una esquadra de 23 vaixells i 1.679 homes de mar al comandament d'Antonio de Oquendo. Volia impedir l'accés de la flota de les Províncies Unides a l'oceà Atlàntic, per a obtenir així el domini del mar. Surten cap a Flandes i a La Corunya s'uneixen a l'esquadra de Dunkerque. Acompanyen l'estol 12 transports anglesos que porten tropes. La flota holandesa liderada per Maarten Harpertszoon Tromp i l'armada espanyola es van enfrontar a la batalla de les Dunes que va guanyar Tromp. Tot i això, tres quartes parts de les tropes van aconseguir arribar als Països Baixos espanyols des d'Anglaterra, però va quedar clar per a Espanya que la ruta marítima ja no es podia utilitzar per proveir tropes i els Països Baixos espanyols van quedar aïllats. A la República hi va haver crides per reduir l'exèrcit de camp després dels dos anys decebedors, però la nova situació als Països Baixos espanyols va donar una raó més per ajornar la reducció.
El 1640 Espanya tenia la intenció d'assetjar Maastricht però no va poder fer-ho a causa de la retirada de les tropes imperials de Piccolomini dels Països Baixos espanyols, i els atacs de la República, que va intentar infructuosament capturar Bruges i després Hulst on Enric Casimir, l'estatutder frisó, va morir, i de França, que va dur a terme el setge d'Arràs. Com Espanya va donar prioritat a aturar la invasió republicana, Arràs fou presa pels francesos al cap d'un mes.
A més de la pèrdua d'Arràs, en 1640 Espanya es va enfrontar a la revolta a Catalunya, recolzada per França, la pèrdua de Torí a Itàlia per França, i la revolta de Portugal. Aquestes circumstàncies van causar un enorme dany a la reputació i van portar molt d'optimisme als oponents dels espanyols. Malgrat els problemes a la península Ibèrica, els fons que Madrid enviava a Brussel·les no es van reduir en el període 1640-1642. Un gran exèrcit als Països Baixos espanyols també va obligar França a mantenir un gran exèrcit al nord. El focus de l'exèrcit espanyol es va traslladar a França.

### El final a la vista (1641-1646)
Ferran d'Àustria, greument malalt, va morir el novembre de 1641, sent substituït provisionalment per Francisco de Melo. Es prioritzava la lluita contra la revolta a Catalunya i la revolta de Portugal, i arribaven menys diners als Països Baixos espanyols. Frederic Enric d'Orange-Nassau va prendre Gennep aquell any i després es va traslladar amb l'exèrcit al nord de Flandes del Nord, però Hulst o Bruges eren posicions massa fortes per a un atac. Els francesos, per la seva banda, havien envaït Artois i havien capturat Aire-sur-la-Lys, Lens, La Bassée i Bapaume, tot i que Melo va poder evitar que Lille i Dowaai caiguessin en mans franceses i va poder recuperar Aire-sur-la-Lys al desembre.
El 1642, mentre el gruix de les forces franceses estaven al Setge de Perpinyà, De Melo va obrir el front nord i va revertir grans parts dels guanys territorials francesos i va aconseguir grans victòries, com la batalla d'Honnecourt i la presa de La Bassée. A Honnecourt, l'exèrcit francès fou derrotat de manera aclaparadora, de manera que ja no s'esperava una invasió francesa i Frederic Enric va decidir aquell any canviar a una estratègia defensiva, rebutjant una oferta per negociar la pau.
El cardenal De Richelieu morí el desembre de 1642 i la salut de Lluís XIII de França era feble. Com que Espanya estava involucrada en massa conflictes, Olivares volia buscar la pau amb la República i França. A la República feia temps que hi havia una discussió entre una facció que volia continuar la guerra i una facció que volia la pau, que creixia amb els anys, increment de costos i manca d'èxit, i el 1643 es va reduir les, i Francisco de Melo, sent-ne coneixedor, va preparar un atac a França perquè no havia de témer un atac republicà. De Melo volia augmentar la pressió sobre França perquè acordés una pau ara que el rei estava morint, però després dels seus èxits inicials contra els francesos l'any anterior, Francisco de Melo va ser derrotat de manera aclaparadora a la batalla de Rocroi el 16 de maig de 1643, que suposà un punt d'inflexió en la guerra per la captura o mort de la majoria dels soldats experimentats de l'exèrcit espanyol, de manera que després de 1643 ja no era possible envair França des dels Països Baixos espanyols. La bona fama de l'exèrcit espanyol es va trencar i era evident que Espanya estava afeblida militarment pels problemes de les revoltes de Portugal i de Catalunya. França va continuar l'ofensiva i va assetjar Thionville amb èxit. Frederic Enric va intentar aprofitar els problemes de l'exèrcit espanyol però quan es va acostar a Hulst es va enfrontar a la resta de l'exèrcit espanyol i va marxar amb l'exèrcit.
Poc després de la seva derrota a Rocroi, Ferran III del Sacre Imperi Romanogermànic va convidar Suècia i França a assistir a les converses de pau a les ciutats de Münster i Osnabrück a Westfàlia, però aquestes negociacions es van retardar quan Cristià IV de Dinamarca va bloquejar Hamburg i va augmentar els pagaments dels drets del Sund al Bàltic afectant greument les economies holandesa i sueca, provocant que el desembre de 1643 esclatés la Guerra de Torstenson quan els suecs van envair Jutlàndia amb suport naval holandès. Ferran va reunir un exèrcit imperial comandat per Matthias Gallas per atacar els suecs per la rereguarda, però Torstensson va deixar Carl Gustaf Wrangel per acabar la guerra a Dinamarca i va marxar contra l'Imperi el maig de 1644 sense que Gallas pogués aturar-lo, mentre que els danesos van demanar la pau després de la seva derrota a la batalla de Fehmarn l'octubre de 1644.
En 1644 es va llançar un nou atac republicà a Anvers. Una vegada més De Melo havia col·locat una gran força de 10.000 a 12.000 homes als voltants de la ciutat perquè Anvers, Bruges i Gant estiguessin cobertes. França, mentrestant, assetjava Gravelines i Frederic Enric va assetjar i prendre Sas van Gent, però no va poder prendre Anvers. Després de la captura de Grevelines pels francesos, De Melo va dirigir-s'hi amb un exèrcit de socors, però no la va poder recuperar i el 20 de setembre De Melo va ser succeït per Manuel de Castel Rodrigo.
Frederic Enric volia prendre Anvers i va ampliar l'exèrcit de camp a 30.000 homes el 1645, però com l'exèrcit espanyol tenia més cavalleria va decidir no fer-ho. Mentrestant, els francesos van conquerir diverses ciutats com Armentiers, Menen i Mardijk, i quan un exèrcit francès va anar en socors de Frederic Enric, va poder assetjar Hulst. Semblava impossible conservar els Països Baixos del sud, i Madrid sabia que s'havia de fer la pau per mantenir Anvers perquè no podia mantenir una guerra amb dos fronts.
Les conquestes franceses van ser observades amb recel a la República, augmentant la voluntat de la República de mantenir converses de pau que començarien el 1646. En un últim intent de prendre Anvers, l'exèrcit es va tornar a ampliar i va ser reforçat per França, però a causa dels esforços espanyols, el setge d'Anvers va fracassar però els francesos van poder capturar algunes ciutats del sud sense gaire resistència, inclosa Dunkerque i Kortrijk amb el suport naval holandès. Frederic Enric va intentar capturar Venlo però va resultar inviable. Frederic Enric va morir el 1647, sent succeït pel seu fill Guillem II d'Orange-Nassau i Leopold Guillem d'Habsburg es va convertir en governador dels Països Baixos del sud.

## El final de la guerra

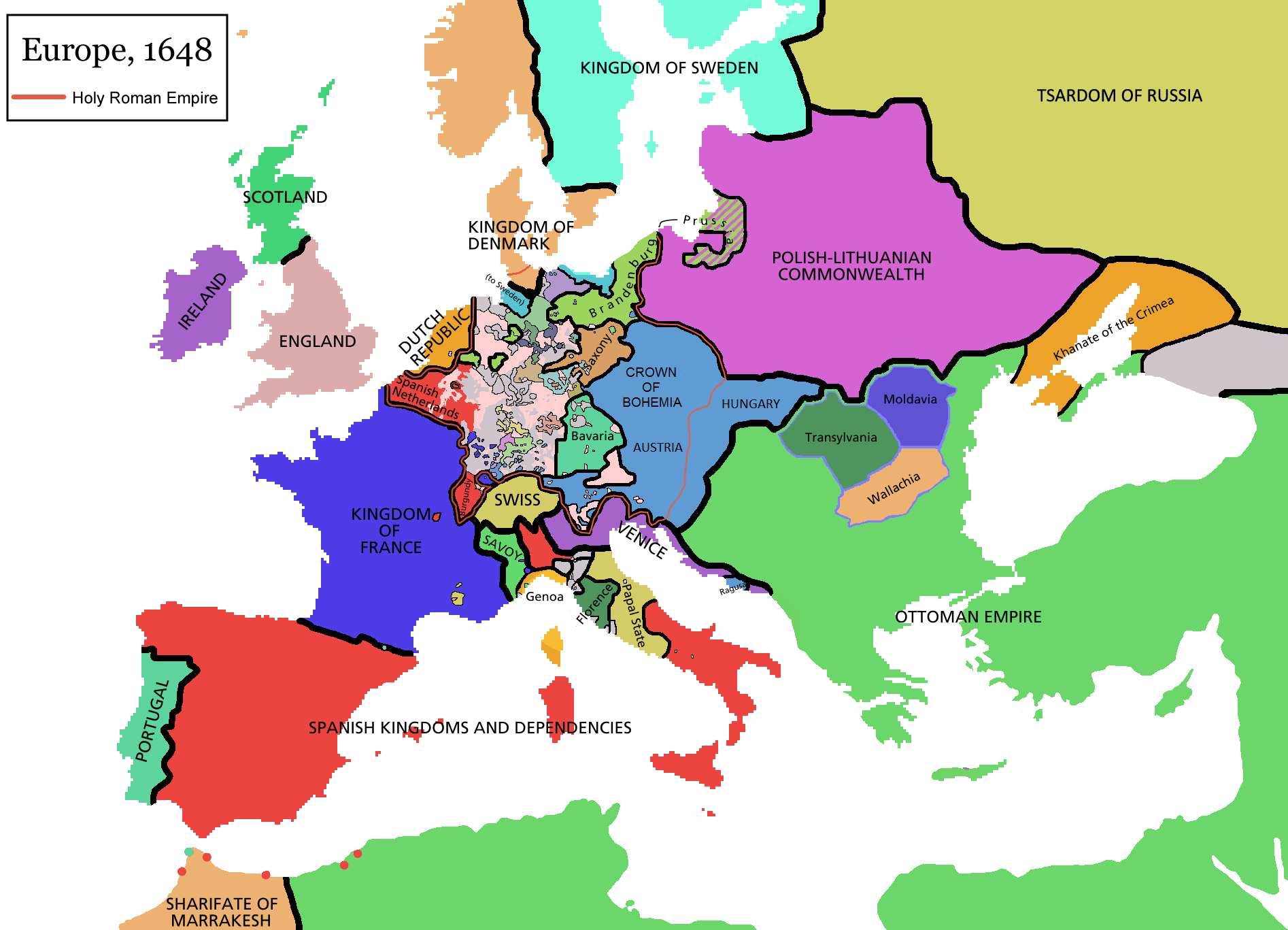
Mapa simplificat d'Europa després del tractat de Westfàlia

En el passat s'havien fet molts intents de concloure una pau entre Espanya i la República fracassant sempre en dos aspectes, la sobirania a la que Espanya no volia renunciar, i la situació dels catòlics a la República. A causa de la situació a mitjans de la dècada de 1640, Espanya ja no es va voler aferrar a aquestes posicions. La pau amb la República havia d'arribar a tota costa. Per això Espanya estava disposada a fer grans concessions.
El 1644 es va iniciar un important congrés de pau a les ciutats de Münster i Osnabrück, a Westfàlia, per posar fi a la Guerra dels Trenta Anys entre Suècia, França, Espanya i l'emperador. Va ser la primera gran conferència de pau en la història d'Europa occidental. L'aliança amb França també va permetre que la República s'incorporés a les discussions. La República es va unir el 1646 i després de diverses setmanes de deliberació amb els ambaixadors espanyols, ja s'havia arribat a un primer acord, una treva durant vint anys. En virtut del tractat d'aliança amb França, la República no podia fer la pau amb Espanya per si sola i els francesos van fer grans exigències per a la pau. La clemència d'Espanya davant les demandes de la República i la desconfiança dels francesos van provocar moltes discussions a la República, tant als col·legis governamentals com al carrer, sobre com s'hauria de tractar. Es va decidir involucrar els francesos en una pau, però si feien demandes poc raonables, la República conclouria una pau separada.
Els espanyols van donar a conèixer l'oferta secreta de Mazzarino d'intercanviar la Catalunya ocupada pels francesos pels Països Baixos espanyols, i els holandesos, enfadats per aquesta duplicitat, van acordar una treva amb Espanya el gener de 1647 negociant els seus propis termes de pau. La segona ronda de negociacions va buscar una pau, els termes preliminars de la qual es van signar el 8 de gener de 1647. En no haver aconseguit adquirir els Països Baixos a través de la diplomàcia, Mazzarino va decidir fer-ho per la força i alliberar recursos, i el 14 de març de 1647 amb la tractat d'Ulm signada amb entre França, Suècia, Baviera va renunciar a la seva aliança amb l'Imperi. No es va poder arribar a cap acord amb França perquè no paraven de plantejar noves demandes, i els Estats van decidir fer la pau amb Espanya sense França. El 30 de gener de 1648 es va aprovar el text definitiu de pau, que va ser enviat a La Haia i Madrid per signar. La pau es va jurar solemnement el 15 de maig.

## Conseqüències
Tot i això, el 1648 romanien moltes disputes territorials, la majoria de les quals van arreglar-se en el tractat de partició del 1661.
Aquest conflicte i la pau de Westfàlia són l'origen de l'escissió de les Disset Províncies i, molt més tard, de la creació de tres estats independents: els Països Baixos (1648), Bèlgica (el 1830) i Luxemburg (1815/1890); amb fronteres arbitràries.
El territori del principat de Lieja, enclavat en les Disset Províncies, va mantenir la seva independència d'ambdós poders.
Els Països Baixos del Sud van romandre sota la corona espanyola després d'una repressió militar i una persecució religiosa que va fer fugir molts empresaris, intel·lectuals i artistes cap al nord, més tolerant, deixant així el sud exsangüe i empobrit.